# Protapanteles papilionae
Protapanteles papilionae är en stekelart som först beskrevs av Williams 1988.  Protapanteles papilionae ingår i släktet Protapanteles och familjen bracksteklar. Inga underarter finns listade i Catalogue of Life.